# هينشيل أتش أس 129
هينشيل أتش أس 129 طائرة هجوم أرضي في الحرب العالمية الثانية أرسلتها لوفتفافه الألمانية. شهدت الطائرة قتالا في تونس وعلى الجبهة الشرقية.
كان أحد المتطلبات الرئيسية للمواصفات الأصلية هو أن يتم تشغيل الطائرة بمحركات لم تكن مطلوبة في تصميمات أخرى. النماذج الأولية مع محركات أرغوس الألمانية منخفضة الطاقة مثل 410 محركات من 465 PS (459 حصان؛ 342 كـو) فشلت في اختبار القبول، تم العثور على بديل أكثر قوة مع محرك Gnome et Rhône 14M الفرنسي 700 PS (690 حصان؛ 515 كـو).
كان التصميم فعالًا نسبيًا عندما تم تقديمه لأول مرة، وشهد الخدمة على الجبهة الشرقية في مجموعة متنوعة من أدوار الخطوط الأمامية. مع استمرار الحرب وأصبح الدعم المضاد للدبابات الهدف الرئيسي، تم رفع الطائرة باستمرار ، مما أدى في النهاية إلى ارتفاع 75 مم بندقية في دور مضاد للدبابات التي تركت الطائرة بالكاد تحلق. تم إنتاج عدد قليل فقط من هذه النماذج بي-3، في وقت متأخر من الحرب.

## التصميم والتطوير
بحلول منتصف الثلاثينيات، كان الجيش الألماني، وكذلك نظرائه في البلدان الأخرى، قد رأوا الدور الرئيسي لطائرات الهجوم البري كحظر اللوجستيات والعتاد، وهي مهمة غالباً ما تكون فيها الأهداف محمية بشكل سيئ وأقل من المرجح أن تدافع عنها دفاعات قوية ومنسقة بشكل جيد. بالنسبة للأهداف التكتيكية عالية القيمة والمحمية بشكل جيد ، أصبح قاذفة انقضاضية هو الحل التقليدي.

## العاملين
Germany
- لوفتفافه

 المجر
- القوات الجوية الملكية المجرية

- القوات الجوية الملكية الرومانية

## نظر أيضا
- إليوشن إل-2
- يونكرز يو 87
- Tomashevich Pegas

Related lists
- List of aircraft of World War II
- List of military aircraft of Germany